# الأمانة العامة للأمم المتحدة
الأمانة العامة للأمم المتحدة أو أمانة الأمم المتحدة أو الأمانة العامة لهيئة الأمم المتحدة هي أحد الأجهزة الرئيسية الستة للأمم المتحدة، والأمانة العامة هي الذراع التنفيذي لها. وتلعب الأمانة العامة دورًا مهمًا في تحديد جدول أعمال الهيئات التداولية وصنع القرار في الأمم المتحدة (أي الجمعية العامة والمجلس الاقتصادي والاجتماعي ومجلس الأمن)، وتنفيذ قرارات هذه الهيئات. والأمين العام الذي تعينه الجمعية العامة هو رئيس الأمانة العامة.
إن ولاية الأمانة العامة واسعة النطاق. وقد وصف الأمين العام الثاني للأمم المتحدة داغ همرشولد سلطتها على النحو التالي: «الأمم المتحدة هي ما صنعته الدول الأعضاء، ولكن ضمن الحدود التي تحددها إجراءات الحكومات وتعاونها، يعتمد الكثير على ما تصنعه الأمانة العامة. لديها القدرة الإبداعية. يمكنها تقديم أفكار جديدة. يمكنها في أشكال مناسبة اتخاذ المبادرات. يمكنها عرض النتائج التي ستؤثر على أفعال الحكومات الأعضاء».
إن إدارة الشؤون السياسية في الأمم المتحدة، والتي لها دور مماثل لوزارة الخارجية، هي جزء من الأمانة العامة. وكذلك إدارة عمليات السلام. والأمانة العامة هي المصدر الرئيسي للتحليل الاقتصادي والسياسي للجمعية العامة ومجلس الأمن؛ فهي تدير العمليات التي بدأتها الأجهزة التداولية للأمم المتحدة، وتدير البعثات السياسية، وتعد التقييمات التي تسبق عمليات حفظ السلام، وتعين رؤساء عمليات حفظ السلام، وتجري المسوحات والبحوث، وتتواصل مع الجهات الفاعلة غير الحكومية مثل وسائل الإعلام والمنظمات غير الحكومية، وهي مسؤولة عن نشر جميع المعاهدات والاتفاقيات الدولية.

## مهامها
تتنوع المهام التي تضطلع بها الأمانة العامة بمثل تنوع المشاكل التي تعالجها الأمم المتحدة. ويمتد نطاق هذه المهام من إدارة عمليات حفظ السلام إلى التوسط لتسوية المنازعات الدولية، ومن استقصاء الاتجاهات والمشاكل الاقتصادية والاجتماعية إلى إعداد الدراسات عن حقوق الإنسان والتنمية المستدامة. كما يقوم موظفو الأمانة العامة بتوعية وسائط الاتصال في العالم بأعمال الأمم المتحدة وتعريفها بها؛ وتنظيم المؤتمرات الدولية بشأن المسائل التي تهم العالم أجمع؛ ورصد مدى تنفيذ القرارات التي تتخذها هيئات الأمم المتحدة؛ والترجمة الشفوية للخطب والترجمة التحريرية للوثائق إلى اللغات الرسمية للمنظمة.

## الميزانية
ويضم الهيكل الحالي لموظفي الأمانة العامة، في إطار الميزانية العادية، نحو 8600 من النساء والرجال ينتمون إلى 170 بلدا. وبوصفهم موظفين مدنيين دوليين، فإنهم والأمين العام مسؤولون عن أنشطتهم أمام الأمم المتحدة وحدها، ويؤدون القسم على ألا يلتمسوا أو يتلقوا أي تعليمات من أي حكومة أو سلطة خارجية. وبموجب الميثاق، تتعهد كل دولة من الدول الأعضاء باحترام الصفة الدولية البحتة لمسؤوليات الأمين العام والموظفين وبعدم السعي إلى التأثير فيهم على أي نحو غير لائق عند اضطلاعهم بمسؤولياتهم.

## المقر
رغم أن الأمم المتحدة تتخذ من نيويورك مقرا لها، فإن لها حضورا بارزا في جنيف وفيينا ونيروبي. فمكتب الأمم المتحدة في جنيف يمثل مركزا للمؤتمرات الدبلوماسية ومحفلا لمواضيع نزع السلاح وحقوق الإنسان. أما مكتب الأمم المتحدة في فيينا فهو مقر أنشطة الأمم المتحدة في مجالات المكافحة الدولية لإساءة استعمال المخدرات، ومنع الجريمة والعدالة الجنائية، واستخدام الفضاء الخارجي في الأغراض السلمية، والقانون التجاري الدولي. ومكتب الأمم المتحدة في نيروبي هو مقر أنشطة الأمم المتحدة في مجالي البيئة والمستوطنات البشرية.

## الموظفون
اعتبارًا من 31 ديسمبر عام 2018 يوجد 37505 شخصًا يعملون من أكثر من 140 دولة داخل الأمانة العامة. تستند أهلية الخدمة المدنية إلى امتحان تديره الأمم المتحدة ويُقدم في جميع أنحاء العالم، بالإضافة إلى عملية تقديم تنافسية. وتشمل مؤهلات العضوية «أعلى معايير الكفاءة والمقدرة والنزاهة» وفقًا لميثاق الأمم المتحدة. ويجري تعيين الأعضاء الموظفين من قبل الأمين العام وحده ثم يعينون في أجهزة الأمم المتحدة. ويُعين أعضاء الهيئة على أساس مؤقت أو دائم وفقًا لتقدير الأمين العام. وأثناء عملية التوظيف يعد التنوع الجغرافي عامل اختيار بارزًا بشكل خاص من أجل عكس نطاق الدول الأعضاء الموجودة في الأمم المتحدة بدقة. وينص الميثاق على أن أعضاء الهيئة مسؤولون «أمام المنظمة فقط» ويُحظر عليهم أي عمل أو تأثير من شأنه أن يوحي بالانتماء إلى حكومة أو منظمة خارج الأمم المتحدة.
يقع المقر الرئيسي للأمانة العامة في نيويورك، وتعمل من خلال مراكز عمل في أديس أبابا وبانكوك وبيروت وجنيف ونيروبي وسانتياغو وفيينا، بالإضافة إلى مكاتب في جميع أنحاء العالم.
وجدت إحدى الدراسات أن العوامل التالية تلعب دورًا في اختيار الموظفين للأمانة العامة: الرغبة في تحقيق الحد الأدنى من عدد المسؤولين من كل دولة؛ وحجم السكان؛ وقلة تقييم الاشتراكات. والدول الأكثر تمثيلًا في الأمانة العامة هي الديمقراطيات الصغيرة الغنية. وتبرز الدول الاسكندنافية على وجه الخصوص عندما يتعلق الأمر بالتمثيل المفرط.

## وضع المرأة في الأمانة العامة
كان تمثيل المرأة في الأمم المتحدة، وخاصة في المناصب الإدارية وصنع القرار على مستوى د-1 وما فوق، أحد اهتمامات الجمعية العامة للأمم المتحدة وهدفها منذ عام 1970. ومنذ عام 1984 أصدرت الأمانة العامة للأمم المتحدة العديد من «خطط العمل» لمدة خمس سنوات، من أجل تحقيق المساواة المبكرة بين الجنسين، بما في ذلك الخطط الاستراتيجية لتحسين وضع المرأة في الأمانة العامة. ولكن هذه الخطط لم تحقق التأثير المطلوب، وظل التقدم في تحقيق التكافؤ بين الجنسين بطيئًا.
في ديسمبر عام 1994 حثت «خيبة أمل» الجمعية العامة للأمم المتحدة لعدم تحقيق هدفها المتعلق بالمساواة بين الجنسين الأمين العام على إعطاء الأولوية لتوظيف النساء وترقيتهن للوصول إلى تمثيل 50/50 في وظائف د-1 وما فوق بحلول عام 2000. وفي فبراير عام 2004 جرى تعديل هدف التكافؤ بين الجنسين للأمانة العامة مرة أخرى إلى عام 2015. وفي عام 2009 وعلى الرغم من الخطط وقرارات الجمعية العامة، ظل تمثيل النساء في الأمانة العامة للأمم المتحدة أقل بكثير من التكافؤ عند 29.2 في المئة.